# Oxalis gagneorum
Oxalis gagneorum är en harsyreväxtart som beskrevs av F.R. Fosberg & M.-h. Sachet. Oxalis gagneorum ingår i släktet oxalisar, och familjen harsyreväxter. Inga underarter finns listade i Catalogue of Life.